# Barguelonnette
Barguelonnette – rzeka we Francji, przepływająca przez tereny departamentów Lot oraz Tarn i Garonna, o długości 38 km. Stanowi prawy dopływ rzeki Barguelonne.